# Steppa desertica del Gobi orientale
La steppa desertica del Gobi orientale è un'ecoregione dell'ecozona paleartica, definita dal WWF (codice ecoregione: PA1314).

## Territorio
La steppa desertica del Gobi orientale si estende tra l'altopiano della Mongolia Interna (Cina), situato ad un'altitudine compresa tra i 1000 e i 1500 m, e la Mongolia, a nord. La sua superficie è piuttosto estesa. Confina ad est e a nord con le praterie relativamente umide della Mongolia e della Manciuria, e ad ovest e a sud dai vasti semideserti dell'altopiano dell'Alashan. Questa ecoregione comprende gli Yin Shan, una catena montuosa le cui cime si innalzano fino a 1500–2200 m, e molte aree pianeggianti con distese di sale e piccoli stagni. Nonostante la regione appaia piuttosto desolata, fornisce un habitat ideale per molte specie selvatiche e una popolazione umana di mandriani seminomadi.
Qui domina il clima continentale. Le estati sono calde o torride, a seconda dell'altitudine, e gli inverni sono terribilmente freddi. Gli inverni sono più rigidi qui che in qualsiasi altra parte della Cina situata ad altitudini e latitudini simili, poiché non vi sono catene montuose che proteggano la regione dai gelidi venti settentrionali. Le temperature medie annue variano tra i -2 e i -6 °C, con medie di gennaio comprese tra i -20 e i -28 °C. Ogni anno cadono qui circa 100–150 mm di pioggia, ma i valori variano considerevolmente da un anno all'altro. La maggior parte delle precipitazioni si registrano durante l'estate.

## Flora
In vaste aree della steppa desertica del Gobi orientale la vegetazione tende ad essere omogenea e diversa da quella delle praterie situate ad est e dei deserti ad ovest. Consiste di arbusti adattatisi alla siccità e da distese di erba bassa sparse qua e là. Tra gli arbusti prevalenti vi sono due specie di Caragana (C. bungei e C. leucophloea). Questa leguminosa è la specie prevalente anche su gran parte dell'altopiano del Tibet, nella fascia di transizione tra le fredde e umide praterie dell'est e i deserti freddi del settore occidentale. Altri arbusti presenti sono Salsola passerina, Artemisia xerophytica, Potaninia mongolica e Nitraria sibirica. Tra le erbe basse vi sono Stipa tianschanica, S. caucasica e Cleistogenes songorica.

## Fauna
Tra i mammiferi caratteristici di questa ecoregione vi sono l'asino selvatico asiatico (Equus hemionus), la saiga (Saiga tatarica), la gazzella gozzuta (Gazella subgutturosa), la puzzola marmorizzata (Vormela peregusna) e alcune specie di gerboa (Dipodidae), piccoli roditori adattatisi perfettamente a scavare e saltare in habitat sabbiosi. Hanno zampe posteriori lunghe cinque volte quelle anteriori e code lunghe e flessibili, e sono in grado di compiere balzi di 3 m. Esistono varie specie endemiche dei deserti dell'Asia centrale, tra cui il gerboa orecchiuto (Euchoreutes naso), il gerboa pigmeo di Kozlov (Salpingotus kozlovi), il gerboa tridattilo di Andrews (Stylodipus andrewsi) e il gerboa del Gobi (Allactaga bullata). Le montagne di questa ecoregione costituiscono un potenziale habitat per il leopardo delle nevi (Panthera uncia), ma non sappiamo se questa specie sia ancora presente.
Uccelli caratteristici della steppa desertica sono l'ubara asiatica (Chlamydotis macqueenii), il sirratte di Pallas (Syrrhaptes paradoxus), la ghiandaia terragnola di Mongolia (Podoces hendersoni), il corriere di Leschenault (Charadrius leschenaultii), il fringuello di Mongolia (Bucanetes mongolicus), il chukar (Alectoris chukar), il gipeto (Gypaetus barbatus) e l'avvoltoio monaco (Aegypius monachus).
In linea generale, la parte dell'ecoregione che ricade entro i confini della Mongolia è molto meno influenzata dalla presenza umana ed ospita un maggior numero di animali selvatici della parte dell'ecoregione situata in Cina.

## Conservazione

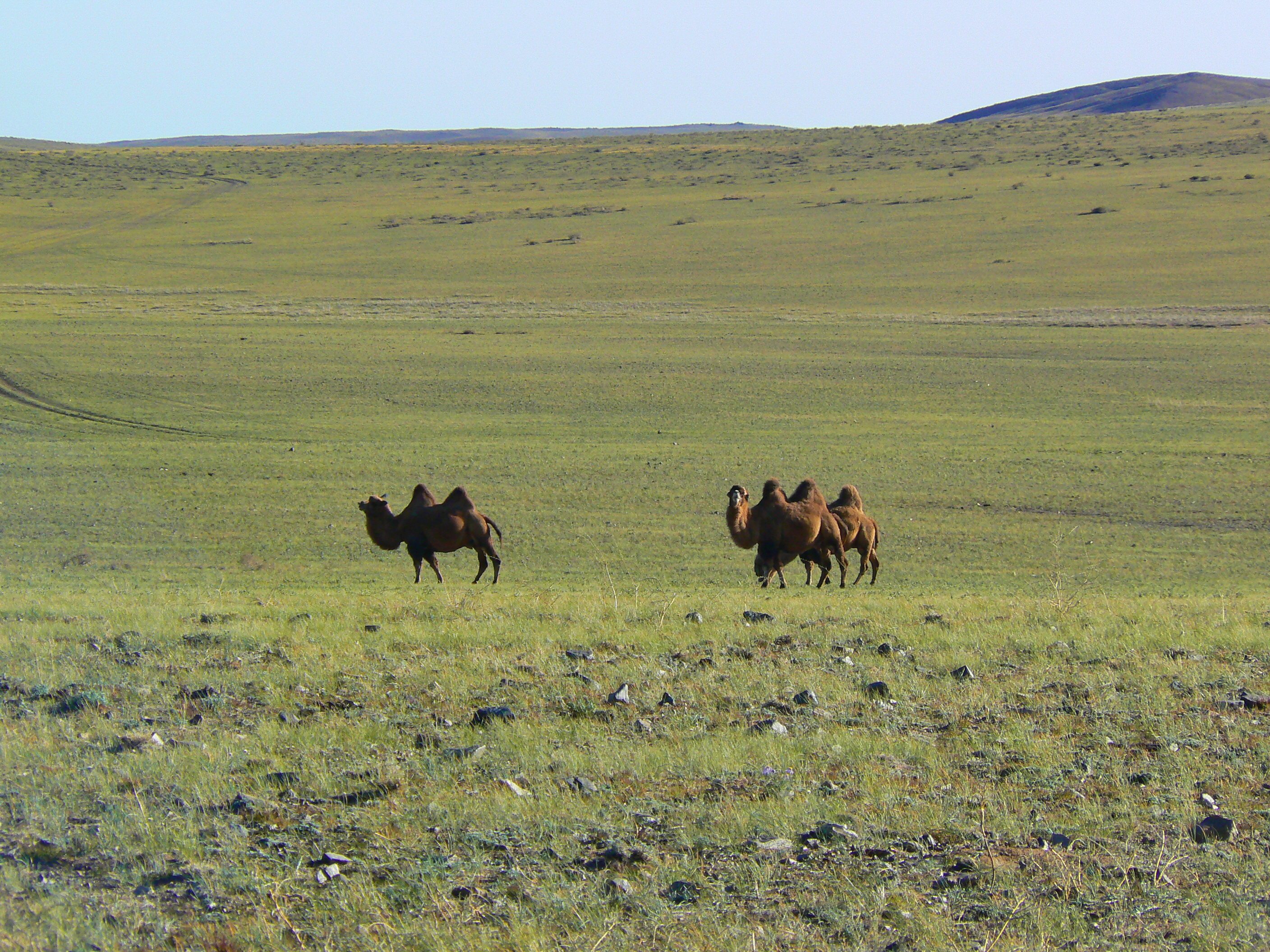
Cammelli vaganti nella provincia di Bajanhongor, Mongolia

Negli ultimi anni, il numero delle capre che vengono allevate in queste praterie è aumentato notevolmente a causa dei prezzi elevati della lana cashmere. Dal momento che le capre si nutrono di un'ampia varietà di specie di piante, tendono a pascolare in modo indiscrimato e a consumare l'intera pianta, e questo ha contribuito al degrado delle praterie su una vasta area.
In Mongolia, la prevatizzazione del bestiame e il collasso dell'economia urbana ha spinto la popolazione a tornare ad uno stile di vita rurale, diversamente da quanto avviene nella maggior parte del resto del mondo, dove cresce sempre più l'urbanizzazione. Di conseguenza, il numero di mandriani in questo Paese è triplicato nel corso dell'ultimo decennio fino a 450.000 e il numero dei capi di bestiame è cresciuto del 30%.